# John Lyttelton (9e vicomte Cobham)
John Cavendish Lyttelton (23 octobre 1881 - 31 juillet 1949), est un pair britannique, soldat et homme politique conservateur de la famille Lyttelton.

## Biographie
Il est le fils aîné de Charles Lyttelton (8e vicomte Cobham) et de Mary Susan Caroline Cavendish, fille de William Cavendish (2e baron Chesham). Alfred Lyttelton est son oncle. Il fait ses études au collège d'Eton. Comme son père et son oncle, Cobham est un joueur de cricket. Il représente le Worcestershire County Cricket Club dans trois matchs de première classe en 1924–1925. Il est président du Marylebone Cricket Club en 1935, suivant à nouveau son père et son oncle.
Il est nommé sous-lieutenant dans la Rifle Brigade le 4 décembre 1901 et sert avec le régiment pendant la seconde guerre des Boers en Afrique du Sud. Il quitte Le Cap au début d'août 1902. Après quelques mois de congé, il rejoint le régiment en Afrique du Sud à la fin de 1902. De 1905 à 1908, il est de nouveau en Afrique du Sud comme aide de camp du haut-commissaire.
Lyttelton est élu à la Chambre des communes pour Droitwich aux élections générales de janvier 1910, un siège qu'il occupe jusqu'à sa démission en 1916 (étant nommé steward et bailli du manoir de Northstead). Pendant la Première Guerre mondiale il combat à Gallipoli et en Égypte, dans le Sinaï et en Palestine, obtenant le grade de lieutenant-colonel. Il succède à son père comme neuvième vicomte Cobham en 1922 et entre à la Chambre des lords. En 1939, il est nommé sous-secrétaire d'État à la guerre dans le gouvernement de Neville Chamberlain, poste qu'il conserve jusqu'en mai 1940. En dehors de sa carrière politique et militaire, il est également lord-lieutenant du Worcestershire de 1923 à 1949.

## Mariage et enfants
Il épouse Violet, fille de Charles Leonard, le 30 juin 1908. Ils ont cinq enfants ensemble:
- Charles John Lyttelton, 10e vicomte Cobham (8 août 1909-20 mars 1977)
- Meriel Catherine Lyttelton (1er mai 1911 - 11 novembre 1930)
- Viola Maud Lyttelton (10 juin 1912 - 3 mai 1987), épouse Robert Grosvenor (5e duc de Westminster)
- Audrey Lavinia Lyttelton (3 août 1918 - 3 mars 2007)
- Lavinia Mary Yolande Lyttelton (21 août 1921 - 4 juillet 2007)

Cobham meurt en juillet 1949, âgé de 67 ans, et est remplacé par son fils Charles, qui est plus tard gouverneur général de Nouvelle-Zélande. Lord Cobham est enterré dans le caveau de la famille Lyttleton à l'église St John the Baptist, Hagley. Lady Cobham est décédée en 1966.